# Burggymnasium (Kaiserslautern)
Das Burggymnasium (Eigenschreibweise: BurgGymnasium), gegründet 1875 als Städtische Töchterschule, ist heute ein koedukatives staatliches Gymnasium in Kaiserslautern.

## Geschichte
Die Städtische Töchterschule taucht ab 1902 als Höhere Weibliche Bildungsanstalt (HWB) in den Akten auf, um 1910 unter diesem Namen zur allgemein bildenden höheren Mädchenschule zu werden. Ab 1927 wurde das Realgymnasium ausgebaut, und 1930 legte der erste Jahrgang das Abitur ab. 1966 wurde die Höhere Weibliche Bildungsanstalt zum Staatlichen Gymnasium an der Burgstraße, 1970 koedukativ. Am 3. November 2000 erhielt die Schule anlässlich der 125-Jahr-Feier den heutigen Namen BurgGymnasium, der sich von der unmittelbaren Lage an der Ruine der Barbarossaburg ableitet. Seit dem 20. April 1994 ist das BurgGymnasium Bachpate des Eselsbachtals. Seit Oktober 2024 haben umfangreiche Modernisierungsarbeiten im M-Bau begonnen, weshalb Teile der Schule temporär umgezogen sind.

## Auszeichnungen und Besonderheiten
Seit dem Jahr 2000 hat das BurgGymnasium im Profil den Schwerpunkt MINT und wurde seit 2013 regelmäßig als MINT-freundliche Schule ausgezeichnet zuletzt 2022. Seit 2013 besteht ein Kooperationsvertrag im Bereich der MINT-Fächer mit der Technischen Universität Kaiserslautern, welche nun die RPTU Kaiserslautern-Landau ist. 2016 erfolgte der Start des Projektes Schule ohne Rassismus – Schule mit Courage, seit 2018 ist das BurgGymnasium interessierte, seit 2021 mitarbeitende und seit 2025 anerkannte UNESCO-Projektschule. 2019 wurde das BurgGymnasium für seine Partneraktivitäten zur Förderung des deutsch-amerikanischen Miteinanders mit als erste offizielle „WiR!-Schule“ ausgezeichnet. Die Auszeichnung wird seither jährlich wiederholt, zuletzt im Oktober 2023. 2022 wurde das BurgGymnasium mit dem Signet „Digitale Schule“ geehrt. Im Sommer 2023 wurde das BurgGymnasium zur „BNE-Schule der Stufe 2“ zertifiziert.
Das BurgGymnasium hat drei Profilschwerpunkte:
- französisch-bilingual
- mathematisch-naturwissenschaftlich
- künstlerisch-musisch-ästhetisch

## Persönlichkeiten

### Ehemalige Lehrer
- Rudolf Thiel 1923–1926 Studienrat an der HWB; Schriftsteller
- Martha Eller, 1967-1995 Studiendirektorin; Präsidentin des Deutsch-Französischen Freundschaftskreises Kaiserslautern, Chevalier dans l 'Ordre des Palmes Académiques[14]
- Werner Kuhn, 1971–1996 Gymnasiallehrer; Politiker (FDP), 1996–2011 Mitglied des rheinland-pfälzischen Landtags
- Norbert Christmann, Gymnasiallehrer; Mathematiker und Fachdidaktiker
- Karl Wilhelm, Studiendirektor; Leiter des Staatlichen Studienseminars für das Lehramt an Gymnasien Kaiserslautern und Heimatforscher
- Hannes Heusel, 1998-2000 Studienreferendar; Referent für Mathematik, Informatik, Naturwissenschaften, Technik am Pädagogischen Landesinstitut Rheinland-Pfalz
- Stefan Wasser, 2001–2003 Studienreferendar; Musiker, Komponist und Lehrer, Leiter der Konzertgesellschaft Bad Kreuznach
- Manfred Gutz, 1972–75 Studienrat, 1984–2005 Studiendirektor, Autor und Mediator
- Christoph Thyssen, 2003-2011 Studiendirektor; Professor für Fachdidaktik der Biologie
- Klaus-Peter Becker, 1992-2023 Studiendirektor; Fachdidaktiker, Fachleiter, Dozent, Initiator der elektronischen Schulbücher inf-schule und o-mathe, Träger des Ursula-Hill-Samelson-Lehrerpreises für Informatik[15]

### Aktuelle Lehrer
- Stefan Müller, Studiendirektor; Brickfilmer, Initiator und Autor der Lernplattform schlau-ist-wow[16]
- Daniel Jonietz, Studiendirektor; Fachdidaktiker, Co-Initiator und Mitautor des elektronischen Schulbuchs inf-schule, Preisträger für inf-schule des OER-Awards[17], Träger des Unterrichtspreises der Gesellschaft für Informatik 2003.

### Ehemalige Schüler
- Susanne Faschon, Abitur 1944, Schriftstellerin und Dichterin[18]
- Inse Cornelssen, Professorin für Volkswirtschaftslehre
- Marliese Fuhrmann, Schriftstellerin, Dichterin, Dozentin
- Carola Dauber, Mittlere Reife, Politikerin (SPD), Mitglied des rheinland-pfälzischen Landtags (1951–1961)
- Ruth Leppla, Abitur 1966, Politikerin (SPD), Mitglied des rheinland-pfälzischen Landtags (2001–2016)
- Wolfgang Eisfeld, Abitur 1986, Professor für Theoretische Chemie
- Volker Helfrich, Abitur 1987, Schauspieler
- Achim Denig, Abitur 1987, Professor für Kernphysik
- Beate Kimmel, Abitur 1988, Bürgermeisterin der Stadt Kaiserslautern (2018–2023)[19], Oberbürgermeisterin der Stadt Kaiserslautern (seit 2023)[20]
- Edeltraud Gehrig, Abitur 1989, Professorin für Angewandte Mathematik
- Bettina Manshausen, Abitur 1992, Professorin für Marketing und Unternehmensführung
- Ulla Lohmann, Abitur 1996, Fotojournalistin und Dokumentarfilmerin
- Sebastian Becker-Genschow, Abitur 1997, Professor für Digitale Bildung und Phydikdidaktiker
- Daniel Schäffner, Abitur 2001, Politiker (SPD) und Mitglied des rheinland-pfälzischen Landtags (2014-heute)
- Stefan Steidel, Abitur 2003, Professor für Mathematik und Ingenieurinformatik
- Clemens Thielen, Abitur 2003, Professor für Komplexe Netzwerke
- Michael Lehmann, Abitur 2004, Fußballspieler
- Florian Fromlowitz, 2009, Fußballspieler
- Robin Leo Hoffmann, Abitur 2015, Schauspieler, Sprecher, Musiker

### Rektoren, Direktoren und Schulleiter

#### Städtische Höhere Töchterschule
- 1875–1877 Hauptlehrer Johann Adam Grobhoffer
- 1878–1886 Hauptlehrer Philipp Röhm, königlicher Lokalschulinspektor
- 1886–1902 Pfarrer Philipp Heß, königlicher Distriktschulinspektor
- 1902–1909 Studienrat Karl Andreä, königlicher Seminardirektor[21]

#### Städtische Höhere Mädchenschule, Städtisches Realgymnasium für Mädchen und Städtische Mädchenoberrealschule
- 1910–1945 Oberstudiendirektor Hans Prütting[21]

#### Städtisches Neusprachliches Gymnasium für Mädchen
- 1945–1952 Oberstudiendirektor Peter Haffner[21]

#### Staatliches Neusprachliches Gymnasium für Mädchen
- 1952–1964 Oberstudiendirektor Ludwig Mang[21]

#### Staatliches Gymnasium an der Burgstraße
- 1964–1984 Oberstudiendirektor Martin Dolch[21]

#### BurgGymnasium
- 1984–2004 Oberstudiendirektor Manfred Pede
- 2004–2020 Oberstudiendirektorin Ute Scheu
- 2020–heute Oberstudiendirektor Rüdiger Schneble[2][21]